# Steenwerck
Steenwerck är en kommun i departementet Nord i regionen Hauts-de-France i norra Frankrike. Kommunen ligger i kantonen Bailleul-Nord-Est som tillhör arrondissementet Dunkerque. År 2022 hade Steenwerck 3 474 invånare.

## Befolkningsutveckling
Antalet invånare i kommunen Steenwerck
| Referens: INSEE |